# بين الحلبات (فلم)
بين الحلبات: قصة إيسثر فيري (بالإنجليزية: Between Rings: The Esther Phiri Story)، هُو فيلم وثائقي زامبي فنلندي صدر سنة 2014، وقد أخرجته بشكل مُشترك المُخرجة الزامبية جيسي شيزي والمُخرجة الفنلندية سالا سوري.

## وصلات خارجية
- بين الحلبات  في قاعدة بيانات الأفلام على الإنترنت (بالإنجليزية)